# مارک جروم
مارک ریچارد جروم (به انگلیسی: Mark Jerrum) (متولد ۱۹۵۵) دانشمند رایانه و نظریه‌پرداز محاسباتی بریتانیایی است.
جروم پی‌اچ‌دی خود را در علوم رایانه «دربارهٔ پیچیدگی ارزیابی چند جمله‌ای‌های چند متغیره» در سال ۱۹۸۱ از دانشگاه ادینبورگ تحت نظارت لزلی والیانت دریافت کرد. او استاد ریاضیات محض در کوئین مری، دانشگاه لندن است.
جروم با شاگردش آلیستر سینکلر رفتار اختلاط زنجیره‌های مارکوف را برای ساخت الگوریتم‌های تقریبی برای شمارش مسائلی مانند محاسبات دائمی با کاربردهایی در زمینه‌های مختلف مانند الگوریتم‌های تطبیق، الگوریتم‌های هندسی، برنامه‌ریزی ریاضی، آمار، برنامه‌های کاربردی فیزیک بررسی کرد. سیستم‌های دینامیکی این اثر در علم کامپیوتر نظری بسیار تأثیرگذار بوده‌است و در سال ۱۹۹۶ با جایزه گودل دریافت کرد. اصلاح این روش‌ها منجر به یک الگوریتم تقریبی تصادفی کاملاً چند جمله‌ای برای محاسبه دائمی شد که جروم و همکارانش جایزه فولکرسون را در سال ۲۰۰۶ دریافت کردند.

## انتشارات
- Frieze, A. , Jerrum, M. , Molloy M. , Robinson, R. , & Wormald, N. (1996). تولید و شمارش چرخه‌های همیلتون در نمودارهای منظم تصادفی. مجله الگوریتم‌ها، ۲۱، ۱۷۶–۱۹۸.